# Hermann Cuno (Politiker)
Hermann Cuno (* 3. Mai 1857 in Polczen; † 21. März 1923) war ein deutscher Kaufmann und Politiker (DVP).
Cuno war ein selbständiger Kaufmann. Nach dem Ersten Weltkrieg trat er 1919 in die Deutsche Volkspartei (DVP) ein.
Am 7. März 1921 zog Cuno nach einer Neuwahl im Wahlkreis 1 (Ostpreußen) nachträglich in den im Juni 1920 gewählten ersten Reichstag der Weimarer Republik ein, wo er das Mandat von Alexander Graf zu Dohna-Schlodien übernahm. Dem Reichstag gehörte er bis zu seinem Tod im März 1923 an. Sein Mandat wurde anschließend für den Rest der Legislaturperiode von seiner Parteikollegin Milka Fritsch fortgeführt.